# Orizovo, Stara Zagora
Orizovo (în bulgară Оризово) este un sat în comuna Bratea Daskalovi, regiunea Stara Zagora,  Bulgaria. 

## Demografie
Componența etnică a satului Orizovo
     Romi (6,21%)
     Bulgari (53,97%)
     Turci (14,3%)
     Nicio identificare (25,5%)
La recensământul din 2011, populația satului Orizovo era de 1.447 locuitori. Din punct de vedere etnic, majoritatea locuitorilor (53,97%) erau bulgari, existând și minorități de turci (14,3%) și romi (6,21%). Pentru 25,5% din locuitori nu este cunoscută apartenența etnică.